# آبیاندا
آبیاندا دهستانی در استان آبیلای اسپانیا است.
در این دهستان ۳۷ نفر زندگی می‌کنند.مساحت این دهستان ۱۰٫۳۹ کیلومتر مربع است.